# Lugu Sebahak
Lugu Sebahak is een bestuurslaag in het regentschap Simeulue van de provincie Atjeh, Indonesië. Lugu Sebahak telt 390 inwoners (volkstelling 2010).